# Glaoua

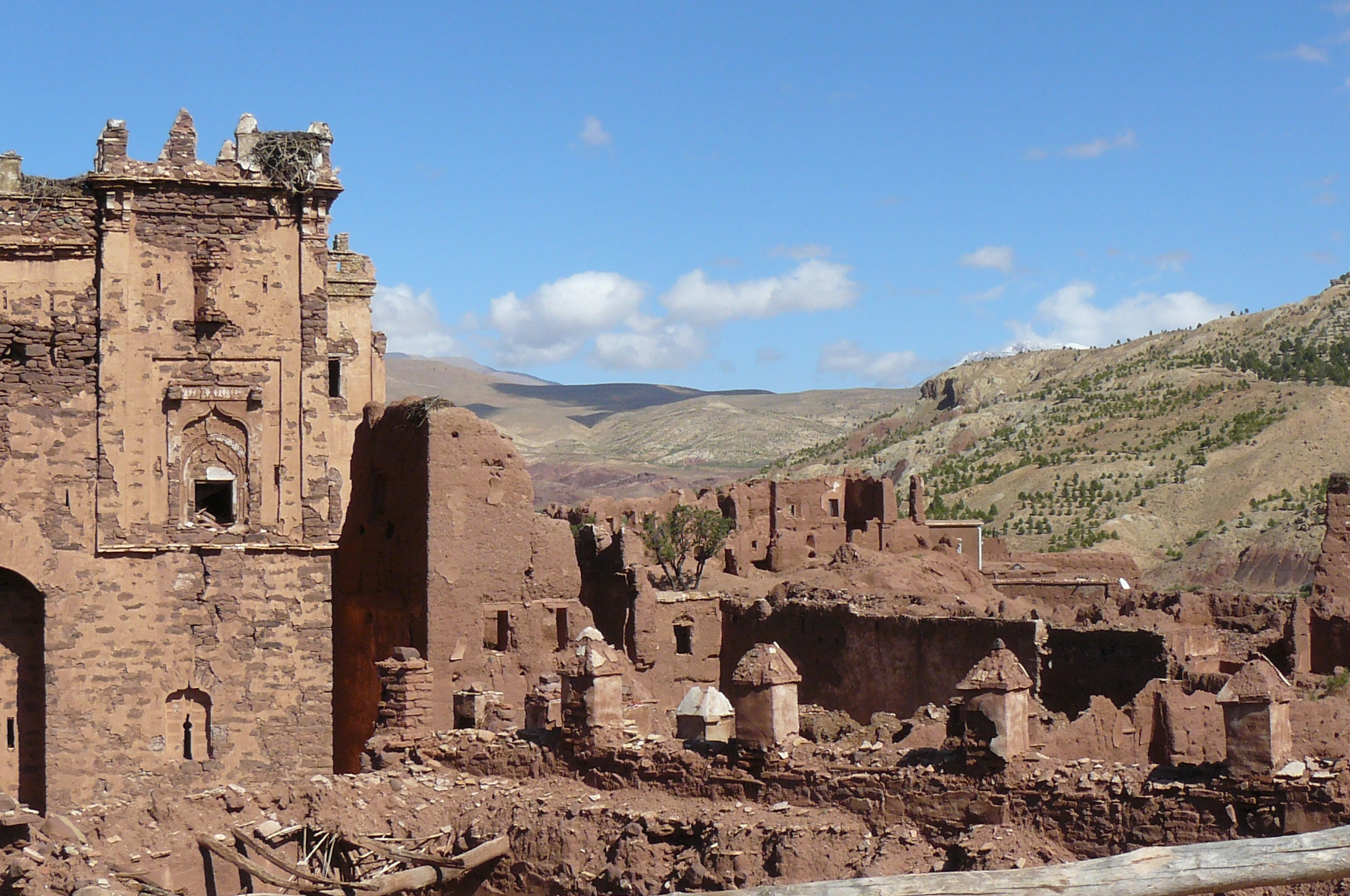
Glaoua-Kasbah von Telouet im Hohen Atlas

Der Berberstamm der Glaoua (auch Aglawou) beherrschte unter seinem Anführer Thami El Glaoui (1870–1956) in der ersten Hälfte des 20. Jahrhunderts weite Teile im Süden und Südosten Marokkos. Stammsitz des Glaoua-Clans war das Dorf (douar) Telouet in der Nähe des Tizi n’Tichka-Passes.

## Geschichte
Bereits in der Mitte und im ausgehenden 19. Jahrhundert war der Glaoua-Clan, ein Zusammenschluss mehrerer Masmuda-Stämme bzw. Familienclans, von großer Bedeutung im großräumigen und von der marokkanischen Zentralmacht weitgehend unbeachteten und unbehelligten Süden des Landes, der sowohl die Berge des Hohen und Mittleren Atlas als auch die südlich davon gelegenen und von vereinzelten Oasen durchsetzten Halbwüsten des Sahara-Vorlandes umfasste.
Glaoua gründeten den Ksar von Igli. Im Jahr 1918, also sechs Jahre nach Beginn des französischen Protektorats, schwang sich der 1870 geborene Thami el Glaoui nach dem Tod seines Halbbruders Madani zum Stammesführer auf und kollaborierte mit der Kolonialmacht, die dem Stamm weitgehende Autonomie gewährte. Binnen weniger Jahre gelang es Thami el Glaoui, den Machtbereich des Stammes auszudehnen und durch den Bau von zahlreichen Lehmburgen (kasbahs) zu sichern. Auch in den Städten Marrakesch und Fès besaß der Glaoua-Clan prächtige Stadtpaläste. Mit dem Tod El Glaouis im Jahr der Unabhängigkeit Marokkos (1956) endete auch die Macht der Berberfürsten und -stämme; die meisten ihrer imposanten Wohnburgen und glanzvollen Paläste verfielen.